# Dzienniki kołymskie

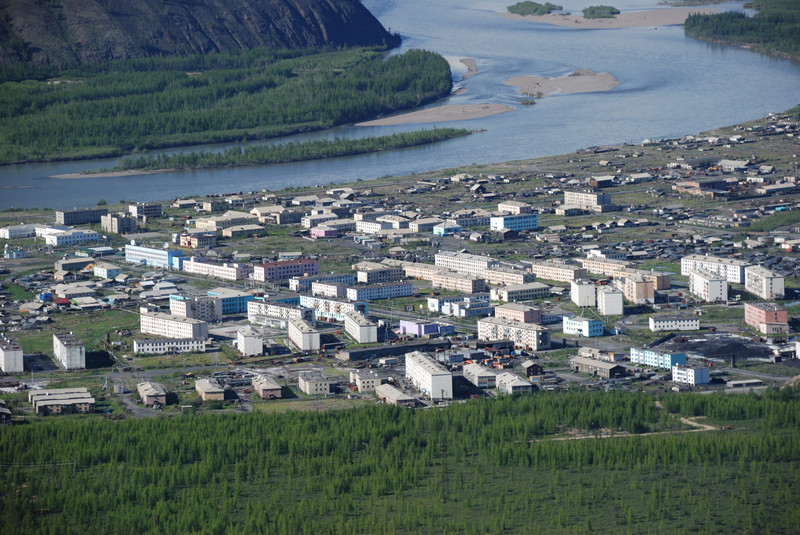
Ust-Nera, jedna z opisanych miejscowości

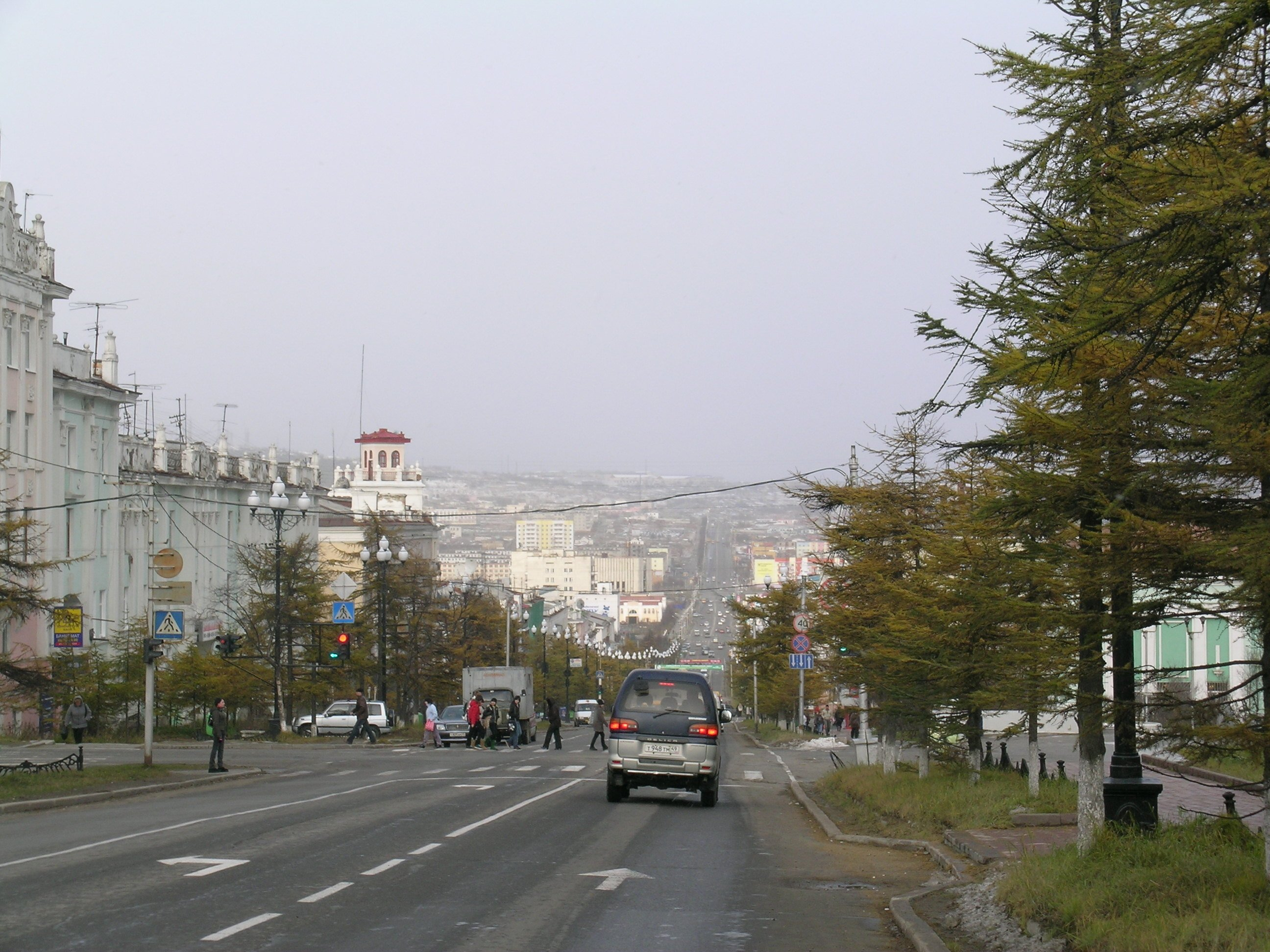
Ulica Lenina w Magadanie, gdzie autor rozpoczyna swą podróż przez Kołymę

Dzienniki kołymskie - reportaż literacki autorstwa polskiego dziennikarza Jacka Hugo-Badera, opublikowany po raz pierwszy w grudniu 2011 roku nakładem Wydawnictwa Czarne. W grudniu 2012 ta sama oficyna wydała audiobooka, czytanego przez autora, Joannę Szczepkowską i Adama Ferencego. Książka stanowi rozszerzoną wersję korespondencji, jakie autor codziennie pisywał dla portalu wyborcza.pl w czasie swojej podróży po północno-wschodniej Rosji we wrześniu i październiku 2010 roku. 

## Opis treści
Zasadniczą część książki stanowią codzienne zapiski, prowadzone przez autora w czasie podróży po części Rosji potocznie znanej jako Kołyma, od nazwy głównej rzeki tego obszaru. W przełożeniu na podział administracyjny Federacji Rosyjskiej, jest to przede wszystkim obwód magadański, a także część Jakucji. Osią narracji jest podróż autostopem z Magadanu do Jakucka, wzdłuż Traktu Kołymskiego (zwanego potocznie Trasą), głównego szlaku drogowego tych odludnych ziem. W czasie trwającej ponad miesiąc wędrówki autor poznaje wiele barwnych postaci i notuje ich historie. W pewnym stopniu bohaterem jest również samo Hugo-Bader, opisujący swoje osobiste doznania i przygody w czasie podróży. Tekst zawiera wiele odniesień do życia i twórczości pisarza i więźnia Gułagu Warłama Szałamowa, przymusowo przebywającego na Kołymie przez wiele lat. 

### Odwiedzone miejscowości
- Magadan
- Oła
- Snieżnyj
- Stiekolnyj
- Sokoł
- Debin
- Jagodnoje
- Burchała
- Susuman
- Miaundża
- Ust´-Niera
- Chandyga
- Czerkioch
- Czurapcza
- Jakuck